# Nictosaure
El nictosaure (Nyctosaurus) és un gènere de pterosaure pterodactiloïdeu notable per la seva cresta cranial extraordinàriament allargada, com el seu parent, el trobat més recentment, Thalassodromeus. Alguns científics hipotetitzen que aquesta cresta potser suportava una vela de pell que serviria per a estabilitzar l'animal mentre capturava peixos. Les restes fòssils d'aquest animal es van trobar per primera vegada als Estats Units en una àrea que, durant el Cretaci superior, fou coberta per un mar extens poc profund.